# Stadhouderskade 64
Het gebouw Stadhouderskade 64 is een herenhuis aan de Stadhouderskade/Singelgracht  in De Pijp te Amsterdam-Zuid.  
Het is opgetrokken naar een ontwerp van architect IJme Gerardus Bijvoets, die ter plaatse meer gebouwen ontwierp. Opvallend aan het gebouw is dat het bijna geheel bepleisterd is. Tevens zijn er pilasters te zien en is de voorgevel symmetrisch uitgevoerd. Achter de voorgevel die aansluit op de bestrating probeerde Bijvoets de panden langzaamaan (bij oplopend straatnummer) aan te passen, zodat ze recht op de straat kwam te staan. Hier is dat nog niet het geval, de kamers lopen schuin weg van de voorgevel. Het gebouw is neergezet in de electische bouwstijl. Het jaartal staat vermeld op de voorgevel op een versiering tussen de eerste en tweede verdieping. In 2015 zijn de raamkozijnen groen van kleur.
In 2015 is de firma Van Beek teken- en schilderbenodigdheden gevestigd op de begane grond van het gebouw. Sinds 2019 zijn Tour de BonTon en de stripclub The BonTon gevestigd op de bovenliggende etages.  
Bijvoets, zelf ook makelaar, ontwierp het gebouw voor de heren (en broers) J.J.P. Kloppers (Johannes Petrus Paulus Kloppers, makelaar) en J.P.A. Kloppers (Pierre Jean Alexandre Kloppers), aldus de tekening.  
Bijzonderheden:
- de gehele gevelwand van de Stadhouderskade 62 t/m 77 is ontworpen door Bijvoerts, behalve Stadhouderskade 67.
- Emilia Geertruida Theodora Bijvoets (geboren 1874), dochter van IJme Bijvoets en Adriana Dolphia Boonekamp, huwde in 1899 Met J.J.P. Kloppers jr.

Oost ·
160 ·
158 ·
157 ·
156 ·
155 ·
151-154 ·
149-150 ·
145-146 ·
142-144 ·
140-141 ·
137-139 ·
135-136 ·
130-134 ·
129 ·
128 ·
125-127 ·
123-124 ·
116-122 ·
115 ·
110-113 ·
100-101 ·
97 ·
95-96 ·
93-94 ·
92 ·
91 ·
89-90 ·
87-88 ·
86 ·
85 ·
84 ·
82-83 ·
78-79 ·
77 ·
Heineken Brouwerij ·
74 ·
72-73 ·
69-70 ·
68 ·
67 ·
65-66 ·
64 ·
62-63 ·
60-60a ·
58-59 ·
56-57 ·
Willemshuis ·
Van Nispenhuis ·
Kapel van Sint Josephs Gezellen-Vereeniging ·
54 ·
52-53 ·
47-49 ·
Carel Willinkplantsoen ·
Polderhuis ·
Ruysdaelkade 2-4 ·
Judith Leysterbrug ·
42 (Rijksmuseum) ·
40-41 ·
31-35 ·
30 ·
29 ·
Park Centraal Amsterdam ·
Stedemaagd (Vondelpark) ·
Byzantium ·
Koepelkerk ·
12 (Marriott) ·
Persilhuis ·
7 ·
5 ·
3 ·
1 ·
West